# Ciudad de la Costa
La Ciudad de la Costa är Uruguays tredje största stad. Den ligger väster om Costa de Oro, guldkusten,  i Montevideos storstadsområde. Den grundades den 19 oktober 1994 efter att några av Montevideos förorter slogs ihop.

## Historia
Området som ligger längs en lång sandstrand började som badort under 1900-talet. Orterna befolkades av fritidsboende under sommaren och på helgerna och av pendlare till Montevideo. Flera grustag anlades vilka nu har blivit konstgjorda sjöar som används för vattensport eller blivit tillflyktsorter för olika fågelarter och annan fauna. Under 1980-talet växte Montevideo kraftigt, vilket även påverkad den omgivande regionen. Mellan åren 1985 och 1996 fördubblades nästan befolkning och nådde 66 402 invånare. Vid folkräkningen 2004 var det 108 000 invånare i staden.
Befolkningstillväxten har gjort att infrastrukturen blivit underdimensionerad och att renhållningen fungerar dåligt. Under regnperioden är många vägar ofrakomliga. Trots det är Ciudad de la Costa ett betydelsefullt centrum för handel och turism.